# Fritz Gleibe
Fritz Gleibe (* 26. Dezember 1900 in Chemnitz; † 17. August 1990 in Hannover) war ein deutscher Jurist, Politiker und Oberbürgermeister der Stadt Chemnitz.

## Leben
Der Sohn eines Baumeisters studierte Jura und Volkswirtschaft in Leipzig und Tübingen und promovierte 1923 zum Dr. jur. Er arbeitete in Amts- und Landgerichten sowie in Rechtsanwaltsbüros in Sachsen. Von 1927 bis 1931 war er 2. Bürgermeister in Löbau.
In der Zeit von Mai 1931 bis Mai 1945 war er hauptamtlicher Stadtrat und Beigeordneter in Chemnitz, wobei die Dezernate Wohnungs- und Siedlungsamt, Grundstücksamt, Jugend- und Wohlfahrtsamt, Gewerbe- und Marktamt von ihm betreut wurden. Ab 1937 übte er das Amt eines Stadtkämmerers aus und leitete das Kulturamt. Zudem  war er in dieser Zeit 2. Stellvertreter des Oberbürgermeisters Walter Schmidt.
Gleibe wurde von der sowjetischen Besatzungsmacht am 19. Mai 1945 zum Stadtoberhaupt bestimmt und löste damit Ernst Ring ab. Allerdings amtierte Gleibe nur, bis er im Juli 1945 als Oberbürgermeister von Chemnitz von Heinrich Engelke abgelöst wurde. Bis Februar 1946 war er Leiter der Finanzabteilung und schied dann aus dem Dienst der Stadt auf Anordnung der Besatzungsmacht aus.
Anschließend wirkte er als Rechtsberater in der Privatwirtschaft, bevor er 1951 nach Hamm in Westfalen ging und dort als Beigeordneter tätig war. Im August 1954 wurde Gleibe in Hannover zum Stadtrat gewählt und war dort Dezernent für die Sozial- und Gesundheitsverwaltung. Ab 1963 war er Stadtdirektor und wirkte bis 1966 in Hannover.
Er war Mitglied der Burschenschaft Ghibellinia Leipzig zu Hannover.

## Auszeichnungen
- 1967: Bundesverdienstkreuz I. Klasse für seine Verdienste im kommunalen Gesundheitswesen und um die Medizinische Hochschule Hannover.

## Schriften
- Das Reichsmietengesetz vom 24. März 1922, 1923